# Podorungia clandestina
Podorungia clandestina är en akantusväxtart som först beskrevs av Otto Stapf, och fick sitt nu gällande namn av Raymond Benoist. Podorungia clandestina ingår i släktet Podorungia och familjen akantusväxter. Inga underarter finns listade i Catalogue of Life.